# Карлтон (Джорджія)
Карлтон (англ. Carlton) — місто (англ. city) в США, в окрузі Медісон штату Джорджія. Населення — 263 особи (2020).

## Географія
Карлтон розташований за координатами 34°2′28″ пн. ш. 83°2′27″ зх. д. / 34.04111° пн. ш. 83.04083° зх. д. (34.041178, -83.040753).  За даними Бюро перепису населення США в 2010 році місто мало площу 2,61 км², з яких 2,61 км² — суходіл та 0,01 км² — водойми.

## Демографія
Згідно з переписом 2010 року, у місті мешкало 260 осіб у 120 домогосподарствах у складі 74 родин. Густота населення становила 99 осіб/км².  Було 145 помешкань (55/км²).
Расовий склад населення:
| - 77,7 % — білих - 20,4 % — чорних або афроамериканців - 0,8 % — корінних американців - 0,8 % — азіатів |

До двох чи більше рас належало 0,4 %. Частка іспаномовних становила 1,2 % від усіх жителів.
За віковим діапазоном населення розподілялося таким чином: 17,7 % — особи молодші 18 років, 63,5 % — особи у віці 18—64 років, 18,8 % — особи у віці 65 років та старші. Медіана віку мешканця становила 49,2 року. На 100 осіб жіночої статі у місті припадало 91,2 чоловіків;  на 100 жінок у віці від 18 років та старших — 84,5 чоловіків також старших 18 років.
Середній дохід на одне домашнє господарство  становив 52 363 долари США (медіана — 37 679), а середній дохід на одну сім'ю — 65 797 доларів (медіана — 53 750). Медіана доходів становила 46 250 доларів для чоловіків та 23 333 долари для жінок. За межею бідності перебувало 22,5 % осіб, у тому числі 41,5 % дітей у віці до 18 років та 16,3 % осіб у віці 65 років та старших.
Цивільне працевлаштоване населення становило 138 осіб. Основні галузі зайнятості: освіта, охорона здоров'я та соціальна допомога — 28,3 %, виробництво — 17,4 %, мистецтво, розваги та відпочинок — 15,2 %.